# Pavlovac vára
Pavlovac vára egy középkori várhely Horvátországban, a Lika-Zengg megyei Gospićhoz tartozó Pavlovac Vrebački területén.

## Fekvése
A vár helye Gospićtól keletre, a Likai karsztmezőn fekvő Pavlovac Vrebački központjában, a Jadova jobb partján fekvő „Kulina” nevű helyen, 600 m tengerszint feletti magasságban található. 

## Története
Franz Julius Fras császári katonai topográfus megemlíti ezt a várat is, kijelentve, hogy Pavlovac faluban két vár található, amelyeket az emberek Šupljara és Zorojeva glavica néven neveznek. A törökök érkezése előtti dokumentumokban erről a várról nincs írásos említés, de Fras feljegyzésének megerősítését láthatjuk abban az 1577-ből származó dokumentumban, mely a török által elfoglalt várakat sorolja fel és amelyben Vrebac másik váraként jegyzik fel ezt a várat.

## A vár mai állapota
Mára a várból az egykori kerek torony alapjai maradtak meg a Kulina legtetején, amelyek földdel borítottak, így egy nagyobb halmot alkotva a dombtetőn. A falmaradvány csak a toronytól északra fekvő alacsonyabb területen látható. A tornyot körülvevő fal töredékei a legjobban a nyugati oldalon maradtak fenn, ahol ma részben beépülnek abba a szárazon rakott kőfalba, amely a helyi lakosság tulajdonát képező terület kerítését alkotja.